# Moritz Brendel
Moritz Brendel (* 1975 in Leonberg) ist ein deutscher Theaterschauspieler, Synchron- und Hörspielsprecher und Dialogregisseur.

## Werdegang
Brendel schloss von 1997 bis 2001 sein Studium zur staatlichen Schauspielausbildung an der Hochschule für Musik und Darstellende Kunst in Frankfurt am Main ab. Zuvor arbeitete er schon als Sprecher für Hörspiele, erste Arbeiten hatte er 1983 für Aufnahmen zu Hui Buh, das Schlossgespenst. Heute ist er als Sprecher für Synchronisationen, Hörspiele, Videospiele und Hörfunk tätig, daneben auch als Dialogregisseur. Er ist bekannt als die Stimme von FBI-Agent Norman Jayden in Heavy Rain.
Brendel lebt in Stuttgart.